# Théorème de Tellegen
En électricité, le théorème de Tellegen est une conséquence directe des lois de Kirchhoff qui traduit en particulier la conservation de l'énergie dans un circuit électrique isolé. Ce théorème doit son nom à Bernard Tellegen, un chercheur néerlandais, inventeur notamment de la pentode, et qui le formula pour la première fois dans une publication de 1952.

## Énoncé
Si un circuit électrique quelconque possède N branches, individuellement soumises à une tension {\displaystyle u_{k}} et parcourues par un courant {\displaystyle i_{k}} mais respectant toutes ensemble la même convention générateur ou récepteur, alors :
{\displaystyle \sum _{k=1}^{N}u_{k}\cdot i_{k}=0},       soit encore, en notation complexe :      {\displaystyle \qquad \sum _{k=1}^{N}{\underline {U}}_{k}\cdot {\underline {I}}_{k}=0}.

## Remarques
- La formulation de ce théorème permet de constater qu'il ne dépend pas de l'aspect linéaire et de la constitution matérielle des circuits qui l'utilisent ou, plus généralement, de la relation de dépendance entre la tension et le courant dans chacune de leurs branches. En pratique, avec un circuit donné, il suffit juste que les deux répartitions considérées, des courants d'une part et des tensions d'autre part, qu'elles soient liées entre elles ou non, obéissent respectivement à la loi des nœuds et à la loi des mailles pour y être assuré de l'applicabilité du théorème. Plus précisément, avec une même topologie de circuit où ces deux lois de Kirchhoff sont généralement respectées, s'il existe deux situations possibles où les courants et les tensions se répartissent différemment alors on a, pour la première :

{\displaystyle \sum _{k=1}^{N}u_{k}\cdot i_{k}=0}       et, pour la deuxième :       {\displaystyle \sum _{k=1}^{N}u'_{k}\cdot i'_{k}=0}
mais également,
{\displaystyle \sum _{k=1}^{N}u'_{k}\cdot i_{k}=0}      et       {\displaystyle \sum _{k=1}^{N}u_{k}\cdot i'_{k}=0}.
- D'un point de vue physique, indépendamment du contenu d'un circuit électrique, ce théorème indique qu'un circuit respectant les lois de Kirchhoff possède un bilan de puissance global qui est nul. Ceci n'est que la traduction de l'assimilation du circuit électrique à un système thermodynamique isolé.
- D'un point de vue mathématique, ce théorème montre que les sous-espaces vectoriels {\displaystyle V_{i}^{}} et {\displaystyle V_{u}^{}} constitués de tous les vecteurs qui satisfont les équations de Kirchhoff, pour respectivement les courants et les tensions, sont orthogonaux dans ℝN.

## Preuve succincte
La validité de ce théorème est déjà simple à établir, grâce à la loi des mailles, pour un circuit ne contenant qu'une seule maille. Lorsque le circuit est plus complexe, c’est-à-dire s'il est constitué de plusieurs mailles, il suffit de considérer que ce montage n'est que l’agrégat de plusieurs circuits à une seule maille pour étendre sa validité. Dans cette dernière étape, la loi des nœuds sert alors à décomposer les courants du circuit entier en ceux de chacune des mailles prises individuellement. 